# Distretto di Haridwar
Il distretto di Haridwar è un distretto dell'Uttarakhand, in India, di 1 444 213 abitanti. È situato nella divisione di Garhwal e il suo capoluogo è Haridwar.